# 三重電視台
三重電視放送株式會社（日语：／ Mie Terebi Hōsō */?），通稱三重電視台，簡稱「MTV」（與同名的音樂專門頻道無任何關係），呼號為JOMH-DTV，是日本的一家以三重縣為播出地區的電視台。三重電視台是獨立電視台，不屬于任何一個電視聯播網。除了三重縣之外，愛知縣西部及伊勢灣沿岸等地亦能接收到三重電視台的訊號。三重電視台設立於1968年3月8日，在1969年12月1日開始播出:19。

## 資本構成
下表列出2021年3月31日時三重電視台的主要股東:380：
| 資本金  | 每股價值 | 發行股份總數 | 股東數 |
| ------- | -------- | ------------ | ------ |
| 5億日元 | 500日元  | 1,000,000股  | 27     |

| 股東       | 持股數    | 比例   |
| ---------- | --------- | ------ |
| 名古屋巨蛋 | 327,867股 | 32.78% |
| 三重縣政府 | 100,000股 | 10.00% |
| 東海電視台 | 100,000股 | 10.00% |
| 中日新聞社 | 99,981股  | 9.99%  |

## 歷史
在郵政省開放UHF頻段用於無線電視播出之後，日本各地出現申請開設UHF電視台的浪潮，三重縣亦不例外:23。1961年，即有中部電視台（中部テレビ）申請開設三重縣的縣域電視台:23。此後三重電視台（三重テレビ）在1963年、TV三重（テレビ三重）在1965年申請開設三重縣域的電視台:23。1967年10月，郵政省公佈UHF頻道分配方案，三重縣獲分配到33頻道:23。之前提出申請的三家公司亦在這一時機同意整合為三重電波放送株式會社，申請三重縣域電視台的執照:23。同年11月1日，三重電波放送獲得預備執照，並決定以「三重電視台」的名稱播出:23。三重電視台在1968年3月8日正式登記成立，並決定在津市長谷山建設訊號發射塔，在澀見丘購地修建總部:24-25。同年4月，三重電波放送正式更名為三重電視台。郵政省最初要求三重電視台在1969年5月1日開播，但由於長谷山發射塔的工程延期，開播日期亦被迫延後:26。
1969年10月1日，三重電視台開始試播:26。同年12月1日，三重電視台正式開播:27。為普及UHF接收器，三重電視台和本地的業者組成了三重UHF普及推進會議，積極行銷UHF接收器，使得得以收看三重電視台的電視機快速增加:35。1971年7月7日，三重電視台實現了三重縣議會第一次議會轉播:36。三重電視台在1973財年實現扭虧為盈，並在這一年播出伊勢神宮遷宮特別節目:38。1974年，三重電視台開設了伊勢轉播站，解決了這一地區難以接收三重電視台訊號的問題:40。三重電視台在1977年隨日中友好三重縣訪中團進行對中華人民共和國的取材，亦是三重電視台首次海外取材:43。翌年三重電視台亦派出赴巴西的取材團，並製作了時長3小時的特別節目:44。
在開播10週年的1979年，三重電視台攝影棚竣工，使得三重電視台的節目製作環境得到大幅改善:46。同時三重電視台啟用了新商標:46，並且縣內面積覆蓋率超過了90%:47。1981和1982財年，三重電視台曾一度重回虧損狀態。但在1983財年，三重電視台再次實現盈利:94-95。1983年時，三重電視台節目中有40%是聯播東京電視台的節目。但此後因愛知電視台的開播，三重電視台節目中東京電視台的比例開始減少:51。
三重電視台自2005年4月1日開始播出數位電視。2007年，三重電視台和千葉電視台、埼玉電視台、神奈川電視台、京都放送、SUN電視台共組東名阪net6，加強獨立台之間的合作:145。

## 節目
1970年4月，三重電視台開始對職業棒球的夜間賽事進行完全轉播:30。而職棒轉播亦成為三重電視台最初的主力節目，成為三重電視台獲得高收視率和三重縣外觀眾的契機:34-35。同樣在1970年，三重電視台開始轉播三重縣高中棒球，成為夏季的重要節目:35。現在《三重電視夜場職棒轉播》仍然是三重電視台的招牌節目，以轉播中日龍的比賽為主。
三重電視台在1985年開始播出《today三重》節目，在每日12時30分至13時播出，介紹三重縣內的新聞及資訊:54。現在三重電視台最主要的帶狀資訊節目是2019年開始播出的《Mie Live》，在每週一至週五傍晚播出。《三重電視台新聞with》是三重電視台另一主要帶狀新聞節目，在週一至週五21:55和週末18:00播出。

## 外部連結
- 三重電視台 （页面存档备份，存于） （日語）
- YouTube上的三重電視台頻道 （日語）
- 三重電視台的X（前Twitter） （日語）
- 三重電視台的Facebook專頁 （日語）
- 三重電視台主播的Instagram帳戶